# Чекатовский, Игнатий Игнатьевич
Игнатий Игнатьевич Чекатовский (1875 — 25 декабря 1941, Париж) — генерал-майор, участник Первой мировой войны, активный участник Белого движения на Юге России.

## Биография
Православный. Сын подполковника. Уроженец Херсонской губернии.
Общее образование получил дома. В 1895 году окончил Елисаветградское кавалерийское юнкерское училище, откуда выпущен был эстандарт-юнкером в 22-й драгунский Астраханский полк.
19 ноября 1896 года произведен в корнеты с переводом в 35-й драгунский Белгородский полк. Произведен в поручики 15 марта 1900 года, в штабс-ротмистры — 1 сентября 1904 года.
С началом русско-японской войны, 12 января 1905 года переведен в 4-й полевой жандармский эскадрон. В сражениях не был. 31 января 1906 года переведен обратно в 35-й драгунский Белгородский полк. 17 апреля 1908 года произведен в ротмистры. Был командиром 1-го эскадрона. Окончил Офицерскую кавалерийскую школу «отлично».
В Первую мировую войну вступил в рядах белгородских улан. Пожалован Георгиевским оружием
За то, что ведя бой в спешенном строю с противником, бывшим в больших силах и отбив блестяще его атаку на занимаемый эскадроном участок, преследовал его огнем. После этого, будучи перемещен на другой боевой участок, попал с эскадроном под сильный перекрестный шрапнельный огонь, которым противник стремился остановить наше наступление по лесу, был ранен шрапнельной пулей, но не обращая на это внимания, отказался отойти в тыл для перевязки и увидя смущенные лица нижних чинов, немедленно водворил порядок, ободрил их и, оставаясь в строю, бросился вперед, после чего продолжая руководить действиями эскадрона и успешно нанося урон врагу, довел свои действия до штыкового удара.
Произведен в подполковники 28 октября 1914 года «за отличия в делах против неприятеля», в полковники — 19 июля 1915 года «за отличия в делах против неприятеля». Удостоен ордена Св. Георгия 4-й степени
За то, что в бою у д. Гайворонка на р. Стрыпе, 29 сентября 1915 года, когда наш отряд, находясь за р. Стрыпой, под давлением превосходных сил австро-германцев должен был отойти с переправы за реку, полковник Чекатовский, учитывая серьезность положения, лично выехал верхом на разведку и под градом пуль, впереди пехотных цепей, осмотрев расположение сторон и местность, доложил начальнику отряда обстановку и план действий, который был принят и исполнителем которого явился сам полковник Чекатовский. Во главе улан названного полка в конном строю он доблестно ринулся на наступавшие уже батальоны 3-го германского гвардейского Фузилерного полка и, хотя понес большие потери, но рассеял и отбросил 2 батальона германских гвардейцев, чем задержал натиск противника, дав возможность своей пехоте перейти р. Стрыпу и занять новую позицию.
15 января 1917 года назначен командиром 12-го драгунского Стародубовского полка.
24 июля 1918 г. поступил на службу в Добровольческую армию, зачислен во второй конный полк. 11(13) июля 1918 г. за блестящие успехи назначен командиром этого полка. В октябре 1918 — произведен в генерал-майоры и принял командование бригадой (2-й конный полк и 1-й Черноморский Кубанского казачьего войска полк). С 28 ноября 1919 по 4 декабря 1919 г. — временно исполняющий должность командира 5-го кавалерийского корпуса. В Русской Армии — в распоряжении главнокомандующего до эвакуации Крыма.
С 1921 г. — комендант русского посольства в Константинополе. В 1924 г. переселился в Югославию. В 1924—1926 годах был начальником Николаевского кавалерийского училища. В 1926 году переехал во Францию. В 1927—1931 годах состоял председателем парижского отдела Союза русских военных инвалидов, с 1934 года — председателем Общества друзей «Часового».
Скончался в Париже в 1941 году. Похоронен на кладбище Сент-Женевьев-де-Буа. Его жена Анна Владиславовна Боуфал (1889—1943) похоронена там же.

## Награды
- Орден Святого Станислава 3-й ст. (ВП 18.05.1905)
- Орден Святой Анны 3-й ст. «за отлично-усердную службу и труды, понесенные во время военных действий» (ВП 15.06.1907)
- Орден Святого Станислава 2-й ст. с мечами (ВП 17.06.1907)
- Орден Святой Анны 2-й ст. (ВП 31.03.1911)
- Орден Святого Владимира 4-й ст. (ВП 08.04.1914)
- Георгиевское оружие (ВП 11.10.1914)
- мечи и бант к ордену Св. Владимира 4-й ст. (ВП 5.12.1914)
- мечи ордену Св. Анны 2-й ст. (ВП 29.06.1915)
- Высочайшее благоволение «за отличия в делах против неприятеля» (ВП 19.09.1915)
- мечи и бант к ордену Св. Анны 3-й ст. (ВП 21.04.1916)
- Орден Святого Владимира 3-й ст. с мечами (ВП 12.09.1916)
- Орден Святого Георгия 4-й ст. (ВП 31.12.1916)